# پرچم سازمان همکاری اسلامی
پرچم سازمان همکاری اسلامی با نمادی از این سازمان در مرکز، که از یک هلال سبز و کره زمین سفید و کعبه در مرکز آن تشکیل شده‌است. عناصر نشانگر فلسفه سازمانی سازمان را مطابق اساسنامه جدید خود منعکس می‌کنند.
در سال ۲۰۱۱ این پرچم جایگزین پرچم قبلی شد، که در سال ۱۹۸۱ به تصویب رسید بود، که یک زمینه سبز با هلال قرمز رو به بالا روکش شده در یک دیسک سفید در مرکز قرار دارد. در داخل دیسک، کلمات «الله اکبر» با خوشنویسی عربی نوشته شده است.